# Huaca Fundo Naranjal
La Huaca Fundo Naranjal es un sitio arqueológico ubicado en el distrito de San Martin de Porres, en la ciudad de Lima, capital del Perú. Fue declarado Patrimonio Cultural de la Nación, el 12 de mayo del 2005, mediante resolución: RDN Nº 606/INC-2005.

## Ubicación
El sitio arqueológico Fundo Naranjal se encuentra ubicado en la avenida Pacasmayo, manzana A, lote 02 en San Martin de Porres. Cerca al cruce entre las avenidas Pacasmayo y Naranjal.

## Cronología
Lamentablemente no se tienen estudios específicos sobre la cronología de este vestigio arqueológico sin embargo la cerámica asociada a este punto responde a la cronología que se atribuye al mismo que el complejo arquitectónico de Garagay en el horizonte medio.
Línea de tiempo

## Descripción
El sitio arqueológico Huaca Fundo Naranjal, corresponde a un montículo alargado de forma rectangular hecho de barro de 4 metros de alto aproximadamente. Originalmente debió tener más de 65 metros de largo, con 44 metros de ancho. Fue construido desde el nivel del piso mediante un relleno de barro compacto. Presenta algunas cabeceras de tapial en la parte superior del montículo. Y en el corte producido por la Av. Pacasmayo se aprecia el sucesivo emplazamiento de los tapiales que lo conforma. Por sus características Fundo Naranjal corresponde a un asentamiento monumental pequeño, cuya relevancia para el urbanismo de la costa central, probablemente se encuentre vinculada al desarrollo de una actividad laboral vinculada a la administración local o manejo agrícola. El diseño de la edificación es simple compuesta por dos plataformas escalonadas bajas. Se organiza espacialmente con trazado aislado, integrado sólo al espacio agrícola que lo circundaba originalmente. Los materiales constructivos empleados son procesados (uso de tapiales) y de acabado simple. El nivel tecnológico utilizado en su edificación no es sofisticado.

## Conservación
En la actualidad, la huaca Fundo Naranjal presenta pocos elementos constitutivos del entorno intactos. Se encuentra en mal estado de conservación y se halla segmentada, ha perdido organicidad. El montículo fue cortado en sus cuatro flancos: por el Norte La Av. Pacasmayo; por el Este una calle con tranquera que pasa al ras del montículo; Por el Sur una calle ciega, edificaciones y un taller de mecánica; y por el Oeste colinda con un predio cercado correspondiente a un mercado mayorista. Sin embargo, las características remanentes en el montículo aún permiten identificar su forma constructiva y estilo arquitectónico particular y característico de una época. La situación adversa en el entorno, no impidió que el montículo aún mantenga sus elementos constitutivos internos. Aunque su integridad original se ha visto comprometida y haya perdido la visión de conjunto, se observa como una gran edificación aislada, alterada e inserta dentro de una trama urbana moderna y abigarrada. Si bien mantiene las características elementales de la arquitectura local costeña. No presenta manifestaciones originales que le permitan destacar del común de asentamientos de la época y región. No se aprecian evidencias de elementos ornamentales o decorativos. Lamentablemente en la actualidad ha perdido la mayor parte de su valor estético.